# هوارد هانسون
هوارد هانسون (بالإنجليزية: Howard Hanson)‏ هو منظر موسيقى وعازف بيانو وملحن أمريكي، ولد في 28 أكتوبر 1896 في واهو في الولايات المتحدة، وتوفي في 26 فبراير 1981 في روتشستر في الولايات المتحدة.

## وصلات خارجية
- هوارد هانسون على موقع IMDb (الإنجليزية)
- هوارد هانسون على موقع الموسوعة البريطانية (الإنجليزية)
- هوارد هانسون على موقع ميوزك برينز (الإنجليزية)
- هوارد هانسون على موقع إن إن دي بي (الإنجليزية)
- هوارد هانسون على موقع ديسكوغز (الإنجليزية)